# 葉夫拉赫
葉夫拉赫是阿塞拜疆中部的一個城市，位於庫拉河畔。2006年人口54,200人。
位於橫貫全國的鐵路（巴庫—第比利斯）和來往漢肯德和泰拉維的南北線的交匯處。

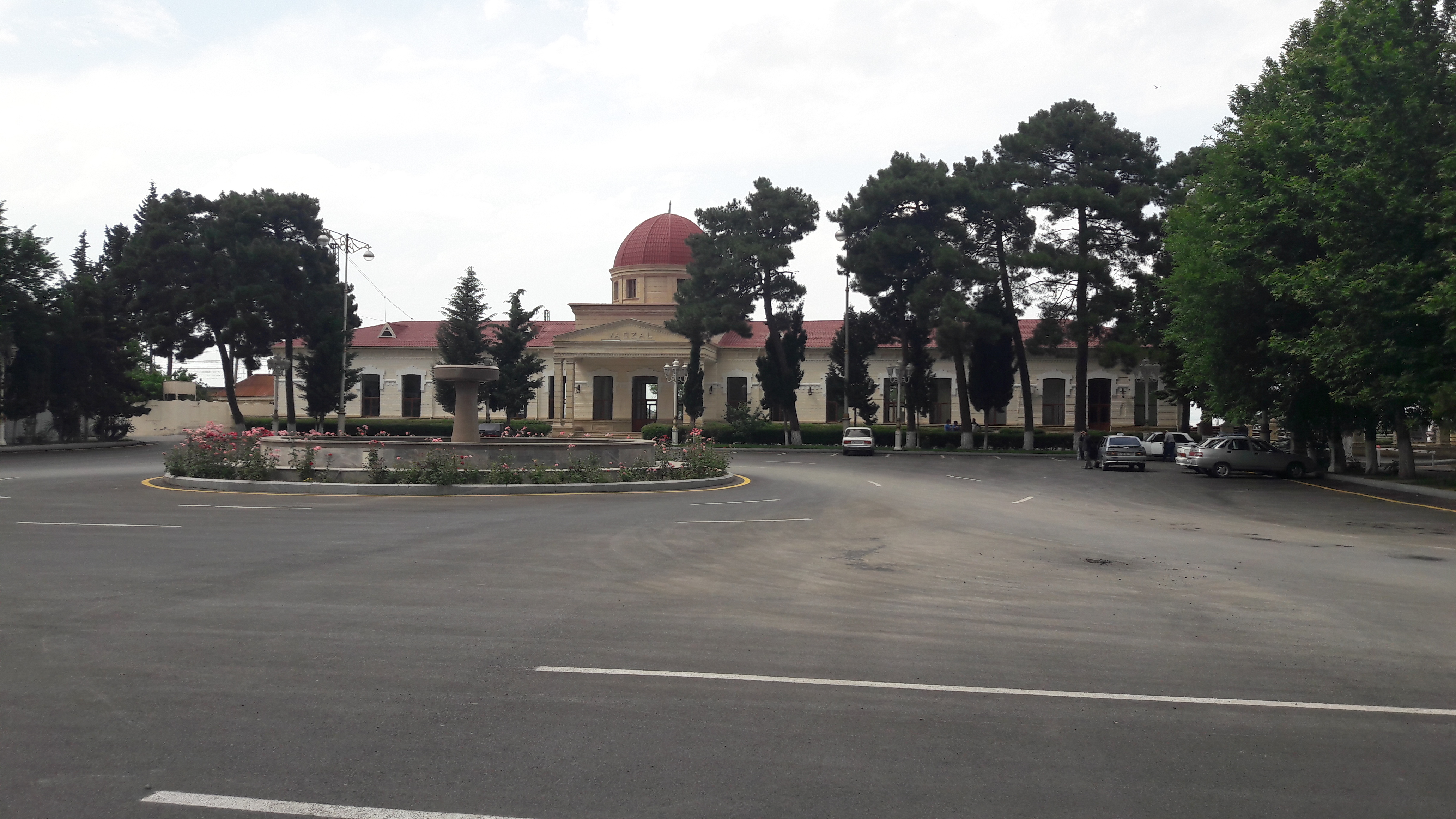
葉夫拉赫火车站